# 波爾薩利諾
「黄猿」波爾薩利諾，是日本動漫作品《ONE PIECE》裡的一個角色，是海軍本部三上將之一。

## 設計
樣貌是參考日本演員田中邦衛，名字源自田中在的1975年電影《卡車狂人·爆走一番星》中飾演的角色「波爾薩利諾2」（ボルサリーノ2）。此外，黃猿的生日11月23日亦是參照田中的真實生日日期所設定。
海軍上將的稱號（青雉、赤犬、黃猿）參考自日本傳統童話《桃太郎》。

## 人物
黃猿特徵是黑色捲髮，穿著黃白色條紋的西裝，臉上留一圈鬍鬚，帶著一副太陽眼鏡，身高跟青雉差不多，第一人稱用，口頭禪是「耶…真是奇怪了」。說話方式非常緩慢，常常錯用不能對話而是竊聽之用的黒色電話蟲。
黃猿性格屬於比較懶散的類型，自言當海軍的格言是「拱手旁觀的正義」，但在執行職責方面的任務卻一點都不含糊。從他面對的任務上來看，即使嘴裡喊著好可怕，但最後都大致完成了任務。夏波帝諸島對陣「超新星」可看出黃猿實力超凡。在頂點戰爭中，黃猿與號稱最強男人的「白鬍子」正面對戰而沒有受傷。正因為黃猿性格是懶散、隨性，所以他腦中不會過多去考慮是非對錯，只是堅決執行自己身為軍人的義務罷了。他以較遠的眼光看著正義，並提倡拱手旁觀的正義。
作者尾田榮一郎在64卷詢問專欄中提到，黃猿總喜歡以旁觀者的立場看待一件事，藉由隔山觀虎鬥讓自己處於最有利的地方，例如海軍本部在兩年間發生了一個「大事件」，黄猿選擇在最好的位置俯瞰赤犬和青雉的戰鬥。

## 能力

### 惡魔果實
黃猿是自然系「閃閃果實」能力者，光速人，可踢出光速重擊，擁有光的速度。因為是光，所以能夠浮空與滯空。戰鬥的時候身體部份會出現強烈的閃光，轉眼間敵人就會被擊敗。

### 霸氣
波爾薩利諾能夠運用見聞色霸氣、武裝色霸氣。

## 劇中表現
26歲時和赤犬同期加入海軍，為一期生，曾是捷風的學生之一，曾和貝卡帕庫為好友，但他卻是所有學生當中和捷風的感情最差的一個。年輕時的黃猿頭戴畫有海軍標誌的毛線帽和太陽眼鏡，當時已經是實力高強的「怪物」。
- 討伐太陽海賊團

太陽海賊團剛崛起時，當時中將的黃猿派遣G-2支部的少將卡達魯前往調查，但是卡達魯無視黃猿的指令攻擊太陽海賊團，最後落得全軍覆沒的下場。在第二部劇情的13年前，惡龍曾因為首領費雪·泰格的死而回到可亞拉的故鄉，打算殺光出賣泰格的島民，沒料到黃猿早已在島上埋伏多時，黃猿以閃閃果實的能力輕取惡龍並順利逮捕。

### 第一部
- 天龍人事件

因夏波帝諸島發生了「天龍人事件」，而自告奮勇的向戰國戰國元帥提出親自處理事件。以「鐳射光」、「光速踢」輕鬆打倒四位超新星「魔術師」霍金斯、「海鳴」亞普、「赤旗」多雷古和「怪僧」烏魯基，隨後在逮捕對「天龍人」動粗的草帽海賊團時，被原羅傑海賊團副船長「冥王」席爾巴斯·雷利阻止並與他展開激烈交戰，最終因為「暴君」巴索羅繆·大熊的介入，使他沒能逮捕到草帽海賊團，最終順勢捕捉了500名海賊作為收尾，但沒有抓到任何一位超新星。
- 頂點戰爭

在海軍總部馬林福特鎮守「火拳」艾斯的處刑現場時，與「白鬍子海賊團」為首的新世界海賊團開戰。本來打算擒賊先擒王，以「八尺瓊曲玉」攻撃「白鬍子」艾德華·紐蓋特，但被白鬍子海賊團第一隊隊長「不死鳥」馬可擋下；後以「閃光踢」擊退奔向處刑台的魯夫；與其他上將啟動包圍壁，擋下「白鬍子」的「震動」，保護海軍總部；之後又與馬可展開激烈交戰，並兩度用「鐳射」重創馬可。趁魯夫準備幫艾斯開鎖時，破壞了魯夫手中的鑰匙，後來轉而攻擊現身救援魯夫和吉貝爾的超新星「死亡外科醫生」羅，被紅髮海賊團副船長班·貝克曼牽制住，但還是趁隙對羅的潛水艦進行「八尺瓊曲玉」攻擊，儘管並未造成傷亡，最後在戰國宣佈停戰後罷手。

### 第二部
- ONE PIECE FILM Z

黃猿於劇場版中受命前往討伐「黑腕」捷風，曾兩度和捷風交手；最後於終結島親手使用「八尺瓊曲玉」給予捷風造成致命傷害。
- 佐烏篇

黃猿獲知A·O海賊團成為第16個被艾德華·衛伯消滅的原白鬍子旗下海賊團，雖然認可衛伯的實力，但對他造成不少民間損害感到困擾。
- 世界會議篇

之後海軍竊聽到四皇夏洛特·莉莉和海道的對話得知兩者可能再度攜手合作，黃猿自告奮勇欲處理此事，但赤犬認為和之國尚有武藝高強的武士們存在而決定按兵不動。
- 蛋頭篇

由於貝卡帕庫背叛世界政府投靠現任四皇魯夫，因此和五老星之一的傑伊葛西亞·薩圖恩一同率領百艘海軍艦隊包圍未來島。起初獲得魯夫一行人逃亡計畫的情報，一人隻身透過能力攻進未來島擊敗意圖阻擋海軍的戰桃丸，奪取和平主義者的控制權幫助海軍攻擊海獸兵器。後來攻入上層和魯夫交戰，並輕鬆將魯夫踢向古代巨型機器人破壞，順帶踢飛阻礙自己前進的喬艾莉·波妮，移動到貝卡帕庫面前，在準備動身殺貝卡帕庫時，被五檔魯夫阻止並交戰，最終因為體力消耗過度而躺下。

## 備註
1. ↑  石塚運昇於2018年8月13日因為食道癌病逝，結束了在《ONE PIECE》的演出。